# Аргун-хан
Аргун (1250/1255 или 1259 — 10 марта 1291) — ильхан государства Хулагуидов (1284—1291), старший сын Абага-хана, внук Хулагу.

## Ранние годы и борьба за власть
В юном возрасте Аргун был, по-видимому, назначен номинальным правителем Хорасана под присмотром эмира Сартака из джалаиров. Летом 1279 года, во время кампании Абага-хана против никудари (караунов), разграбивших зимой Фарс, Аргун был направлен с войском в Систан. Некоторое время он осаждал города, а затем вернулся с подчинившимися чагатаитдскими царевичами.
По смерти Абаги ильханом стал его брат Текудер (1282). Но через два года Аргун при поддержке монгольской знати одолел и казнил своего дядю. Подверглась репрессиям пользовавшаяся расположением Текудера могущественная семья Джувейни. Её глава визирь Шамс ад-Дин Джувейни был казнён 16 октября 1284 года.

## Внутренняя политика

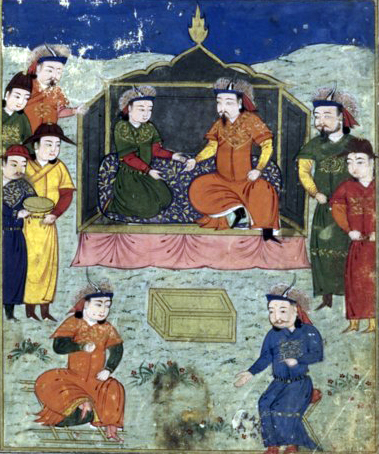
Аргун и Текудер. Миниатюра из Джами ат-таварих, XV век

Власть в своих руках сосредоточил эмир Бука из племени джалаир. Он стал визирем, а большинство должностей заняли его родственники и ставленники. В то же время, у Бука было много врагов при дворе, которые могли поколебать его положение. Почувствовав, что власть ускользает, Бука составил заговор против Аргуна, но был выдан своими сторонниками и казнён 16 января 1289 года.
Аргун, не доверявший мусульманским чиновникам, решил заменить их при дворе евреями и христианами. После казни Букая визирем был назначен еврейский купец Сад ад-Даула. Визирь с помощью соотечественников, привлечённых на государственную службу, попытался упорядочить расстроенное управление государством. Контроль за сбором налогов и борьба с злоупотреблениями чиновников через год принесли в казну около 1 000 туманов (10 миллионов динаров) дохода.
В 1289 году произошло восстание в Хорасане эмира Ноуруза из племени ойрат, сына Аргун-ака, бывшего наместником великого хана в Хорасане в 30—50 годах. Ноуруз относился к тем монгольским военачальникам, что приняли ислам и были недовольны антимусульманской политикой Аргун-хана.
Мероприятия Сад ад-Даула вызывали ненависть монгольской знати и мусульманских чиновников. Враги Сад ад-Даула в своей агитации обвиняли его в организации похода на Мекку с целью обратить Каабу в «капище идолопоклонников». Во время предсмертной болезни Аргуна визирь был схвачен и казнён (5 марта 1291 года), его родственники проданы в рабство, имущество разграблено.
10 марта, разбитый параличом, скончался ильхан Аргун. Уже во время его болезни развернулась борьба различных группировок за власть. В то же время в Луристане произошло восстание кочевых племён, на некоторое время занявших Исфахан, но вскоре разбитых.

## Контакты с Европой
Аргун продолжал политику Абака-хана по налаживанию дружественных отношений с европейскими правителями. Лейтмотивом этой политики было стремление создать военную коалицию для борьбы с мамлюками в Сирии и Палестине.

### Посольства Аргуна
Известно о четырёх посольствах Аргуна в Европу — 1285, 1287, 1289, 1290 годов.
Первое из них было отправлено в Рим в середине 1285 года. Папе Гонорию IV, избранному незадолго до этого (2 апреля), доставили письмо Аргуна (датированное 18 мая 1285). Перевод этого письма на латынь, сохранившийся в архивах папской курии, позволяет установить состав посольства. Главой его назван Иза-толмач, с ним прибыли Богагок и Менгилик (искажённые монгольские имена), Фома Банхринус и Угето-толмач.

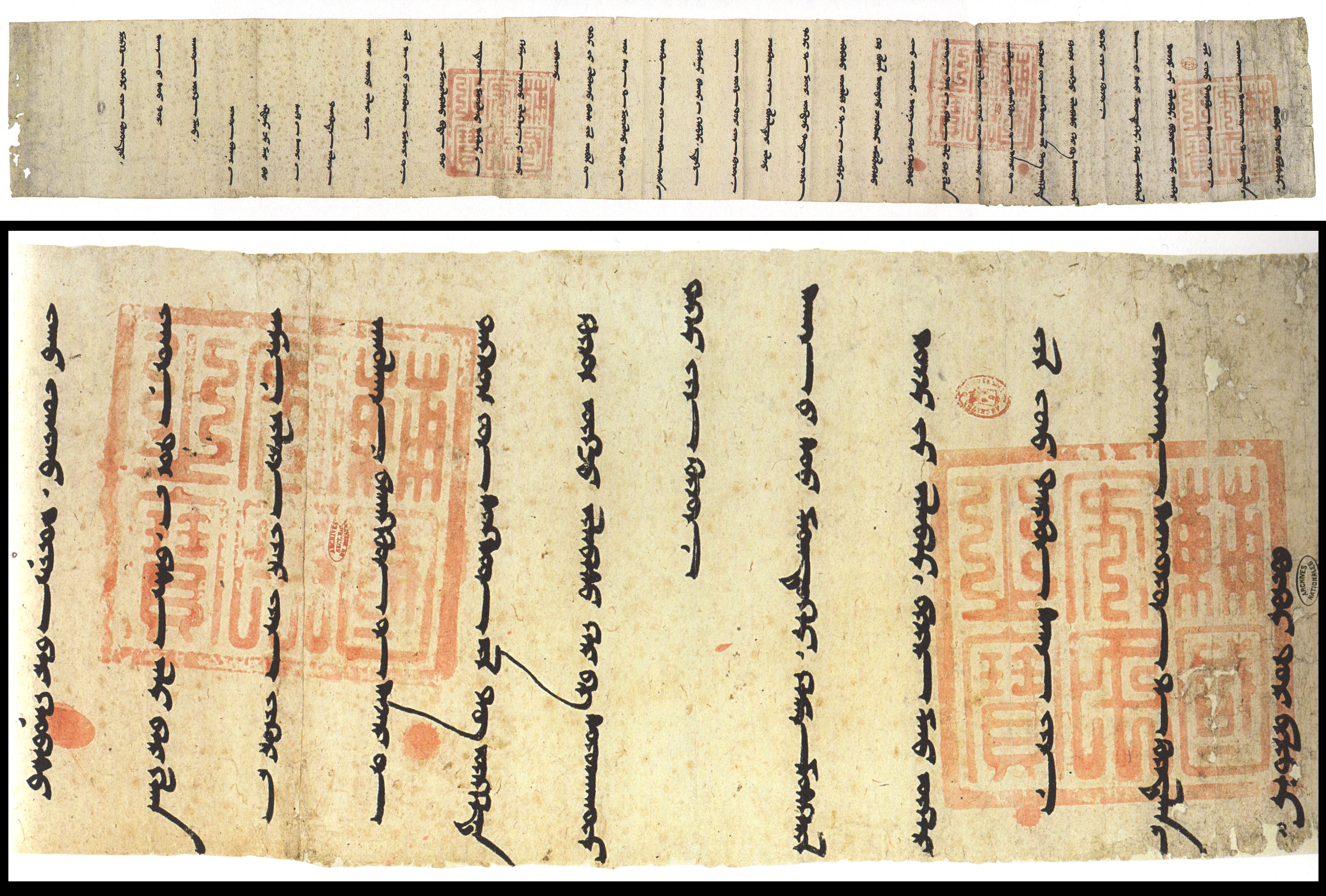
Письмо Аргун-хана, доставленное Филиппу Красивому генуэзцем Бускарелло де Гизольфи. Написано на монгольском языке уйгурскими буквами, снабжено печатью с китайскими иероглифами. Бумага изготовлена в Корее. 182x25 см. Французские Национальные Архивы

В 1287 году в Европу было направлено посольство во главе с несторианским монахом раббан Саумой. С ним ехали те же Угето-толмач, Фома, а также монгол Сабадин. В течение двух лет посольство посетило Константинополь, Рим, Геную, Французское королевство и английские владения в Аквитании, Саума встречался с византийским императором Андроником II, Филиппом IV Французским, Эдуардом I Английским, папой Николаем IV. Папа отправил письма несторианскому католикосу мар Ябалахе III, Нукдан-хатун (старшей жене Аргуна, матери Гайхату-хана), Дионисию, епископу в Тебризе (вероятно, монофизитскому или православному). Особые письма с символом веры и благословением вручались лично Сауме и Сабадину. Не забыл понтифик и миссионеров-францисканцев (миноритов), служивших в восточных странах — им также были переданы послания.
В 1289 году генуэзец Бускарелло де Гизольфи доставил от ильхана папе, французскому и английскому королям письма, в которых Аргун сообщал о готовности начать поход против мамлюков зимой 1290 года, а весной 1291 стать лагерем под Дамаском; он обещал приготовить для европейского войска 20—30 тысяч коней, а также продовольствие и фураж. В Париже Бускарелло получил от Филиппа IV Красивого ответ на послание ильхана, привезённое за два года до этого Саумой. 5 января 1290 года Бускарелло прибыл в Лондон к королю Эдуарду I. Английский король передал ему письмо, в котором обещал известить ильхана, когда он, Эдуард, будет готов выступить в поход.
Наконец, в середине 1290 года Чаган (или Заган), Бускарелло и Сабадин отправились на Запад с последним письмом Аргуна (от 14 мая 1290) европейским государям. В августе или сентябре 1291 года папа Николай IV вновь отправил послание ильхану, а также его третьей жене, христианке Урук-хатун. Однако к этому времени Аргуна уже не было в живых. Длительный обмен посланиями ни к чему не привёл. Крестовый поход не был организован, в мае 1291 года последние владения крестоносцев в Святой земле были завоёваны мамлюкским султаном аль-Ашраф Халилем.

### Связи с Генуей
В правление Аргуна были установлены торговые отношения с Генуэзской республикой, конкурентом Венеции, которая ориентировалась, в отличие от Генуи, главным образом на торговлю с Египтом. Генуэзский сенат предложил Аргуну план: флот должен был перехватывать торговые суда следующие через Красное море в Египет и направлять их в порт Ормуз в Персидском заливе. Торговый путь из Индии, таким образом, должен был проходить от Ормуза через Исфахан, Эрзерум и Константинополь. В этом случае всю выгоду от торговли получали Хулагуиды и Генуя, а Египту и Венеции был бы нанесён тяжёлый экономический урон.
Около 1288 года в Багдад прибыли генуэзские кораблестроители и моряки. На Тигре были построены две большие галеры, предназначенные для океанских плаваний. Однако между экипажами возникла вражда и большая часть моряков погибла в столкновении. В 1301, уже при Газан-хане, враждующие партии примирились, их предводители из знатных семейств Гримальди и Дориа продали часть своего имущества для восстановления флота, но кораблям так и не довелось выйти в море.
Удачнее складывались дела в акватории Чёрного моря. Во владении ильханов здесь находились аджарское и абхазское побережья, в районе Батуми была небольшая монголо-генуэзская база Кисса (или Кисее). Генуэзец Вивальдо Лаваджо снарядил на средства Аргун-хана корабль для охраны берегов Кубани и Кавказа. Близ Джубги ему удалось отбить у пиратов товары кафских армян.